# Duma (Syrien)
Duma (arabisch دوما, DMG Dūmā, französisch auch Douma) ist das Verwaltungszentrum des gleichnamigen syrischen Distrikts sowie des diesem übergeordneten Gouvernements Rif Dimaschq. Duma liegt ca. 660 m ü. M. und hat 117.679 Einwohner (2007). Damit ist Duma die neuntgrößte Stadt Syriens. Sie gehört zur nordöstlichen Agglomeration der Hauptstadt Damaskus.

## Bürgerkrieg seit 2011

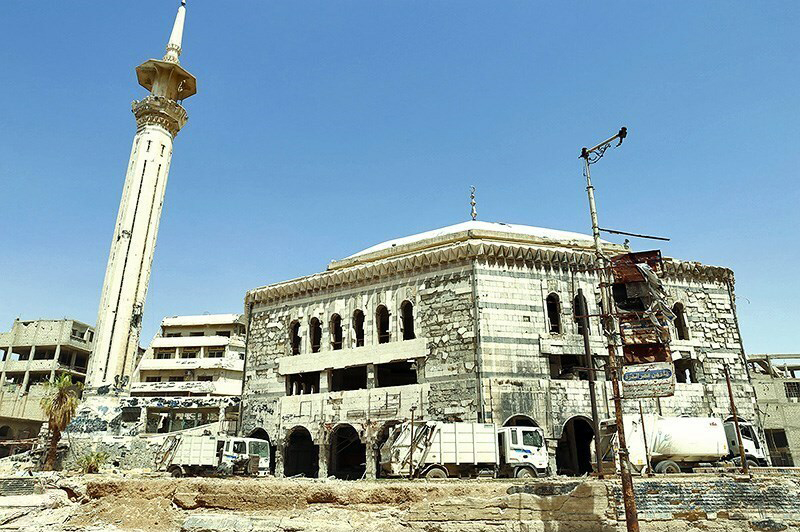
Die große Moschee von Duma kurz nach dem Abzug der radikalen Islamistenmiliz Dschaisch al-Islam im April 2018

Am 21. Januar 2012 wurde die Stadt für einige Stunden – nach der Stadt Zabadani 30 km nordwestlich von Damaskus – zur zweiten Stadt, die von bewaffneten Gruppen eingenommen wurde.
Die Stadt war seit 2013 von Regierungstruppen eingeschlossen und wurde von der radikalsalafistischen Miliz Dschaisch al-Islam kontrolliert. Die Versorgung der Bevölkerung war der „Gnade“ von Schmugglern ausgeliefert. Während der Belagerungszeit wurde das syrische Zivilgesetzbuch von 1949 nie aufgehoben, was bedeutete, dass im Gegensatz zur Zeit der Herrschaft der Baath-Partei tatsächlich zivilgesellschaftliche Organisationen gebildet werden konnten. In Duma entstand ein Frauenzentrum, in welchem Frauen über ihre Rechte informiert wurden, zudem eine Bibliothek, in welcher sich mehrheitlich Frauen informieren.
Ein revolutionäres Magazin von Bürgerrechtlern musste 2017 wegen „unislamischer Werte“ aufgegeben werden. Die prominente Aktivistin Razan Zaitouneh war in Duma seit 2014 verschwunden und mit Stand März 2018 auch nicht mehr aufgetaucht; sie hatte die Menschenrechtsverletzungen aller Gruppen dokumentiert.
Ein Großteil der Region Ost-Ghuta wurde im März 2018 von der syrischen Armee erobert, die restlichen Gebiete unter Kontrolle diverser islamistischer Gruppen, darunter auch die Stadt Duma, wurden in drei Kessel aufgespalten. Nach der Räumung des Kessels von Harasta liefen im März auch mit der Islamistenformation Dschaisch al-Islam Gespräche über die Aufgabe der Stadt Duma.

### Mutmaßlicher Giftgaseinsatz im April 2018
Nach diversen Berichten über Chlorgas-Attacken am 7. und 11. März soll am 7. April 2018 nach Angaben der Organisation Syrischer Zivilschutz (Weißhelme) ein Kampfhubschrauber der syrischen Luftwaffe einen Behälter mit Chemikalien über dem Ort abgeworfen haben. Nach ihren Angaben habe es mindestens 150 Tote und über 1000 Verletzte gegeben. Die Union des organisations de secours et soins médicaux (UOSSM) berichtete in diesem Zusammenhang von 25 Toten und mehr als 500 Verletzten. Nach Aussage von Mohamed Khyer Smoud, Leiter der Zweigstelle der UOSSM in Ghuta, habe es nie eine Möglichkeit gegeben, Waffen herzustellen, vor allem nicht nach sieben Jahren Belagerung von Ost-Ghouta und ganz sicher nicht in Duma.
Die russische Seite behauptet, es habe gar keinen Chemiewaffenangriff gegeben. Vielmehr handele es sich um eine Inszenierung. Der russischen Staatssender Rossija 1 hatte Aufnahmen verbreitet, welche ein eigentliches Filmset zeigten und behauptet, dabei hätte es sich um eine Hollywood-mäßige Inszenierung von Weißhelm-Einsätzen gehandelt. Tatsächlich zugeordnet werden konnten die Bilder jedoch einem Filmset des vom syrischen Staat produzierten Propagandafilms Revolution Man, bei welchem der Sprecher des syrischen Parlaments Regie führte.

Als Reaktion auf den mutmaßlichen Giftgas-Einsatz griffen am 14. April um 4 Uhr Ortszeit US-amerikanische, französische und britische Streitkräfte drei Ziele in Syrien, die mit einem geheimen Chemiewaffenprogramm in Verbindung stehen sollten, mit Raketen an.
Inspektoren der der Organisation für das Verbot chemischer Waffen (OPCW) sollten ab 14. April vor Ort Untersuchungen aufnehmen und Proben sicherstellen. Am 16. April berichtete die syrische Regierung der OPCW, dass Duma unter Kontrolle der russischen Militärpolizei stehe; die Sicherheitslage vor Ort lasse einen Besuch der Inspekteure nicht zu.
Erst am 21. April konnten die Inspektoren Proben nehmen. Zuvor hatte das US-Außenministerium erklärt, es verfüge über glaubwürdige Hinweise, dass Russland mit der syrischen Regierung zusammengearbeitet habe, um den Zugang der Inspekteure zum Tatort zu verzögern und belastende Beweise zu entfernen. Der Außenminister Russlands, Sergei Lawrow, wies diesen Vorwurf zurück. Am 25. April nahmen OPCW-Inspekteure an einer zweiten Stelle in Duma Proben.
Am 6. Juli 2018 veröffentlichte die OPCW einen Zwischenbericht.  Nervengas konnte nicht nachgewiesen werden, jedoch Chlorrückstände, was für den Spiegel den Einsatz von Chlorgas nahelegte ("wurde offenbar Chlorgas eingesetzt"), während die BBC darauf hinwies, dass die Experten die Bedeutung dieser Rückstände noch prüfen, ebenso wie die Behälter. Die BBC wies jedoch auch darauf hin, dass die OPCW in anderen Fällen mit denselben Rückständen in Saraqib und Ltamenah auf den Einsatz von Chlorgas als Waffe geschlossen habe.
Am 1. März 2019 erschien der Abschlussbericht. Darin heißt es, es gebe vernünftige Gründe anzunehmen, dass giftige Chemikalien bei dem Angriff eingesetzt worden seien, es habe sich sehr wahrscheinlich um Chlorgas gehandelt.
Im Mai 2019 verweigerte Assad OPCW-Ermittlern die Einreise, welche feststellen sollten, wer für den Chlor-Angriff verantwortlich war.